# 杉下太郎右衛門

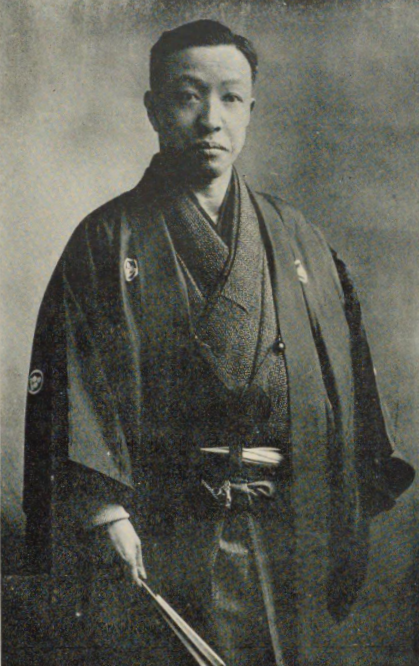
杉下太郎右衛門

杉下 太郎右衛門（すぎした たろううえもん、1867年10月5日（慶応3年9月8日） - 1918年（大正7年）5月4日）は、明治から大正時代の政治家。銀行家。大地主。衆議院議員。貴族院多額納税者議員。名は豊、字は士康、号に耕雲または漣園。

## 経歴
先代杉下太郎右衛門の長男として、飛騨国吉城郡宇津江村（岐阜県吉城郡国府村、国府町を経て現高山市）に生まれる。先祖は源氏で渡邊を姓としたが天保年間に杉下と改めた。生家は農業を営む素封家で代々太郎右衛門を称した。
1893年（明治26年）シカゴ万国博覧会を視察し、帰朝後は前田正名などの実業家と交友を持った。また大日本農会特別会員、地方農業団体委員、日本赤十字社特別社員、杉下合名会社代表社員を務めた。
1895年（明治28年）吉城郡教育会副頭、1897年（明治30年）8月には岐阜県農工銀行設立委員となり、同年9月、吉城郡大地主互選郡会議員に当選し、1898年（明治31年）1月、濃飛農工銀行監査役に就任した。
同年3月の第5回衆議院議員総選挙では岐阜県第7区から出馬し当選。つづく第6回総選挙でも当選し衆議院議員を2期務めた。1907年（明治40年）岐阜県多額納税者として補欠選挙で貴族院議員に互選され、同年10月4日に就任し、1911年（明治44年）9月28日の任期満了まで務めた。
1913年（大正2年）7月、飛騨産業銀行を創立し頭取を務めた。
墓所は国府村大字宇津江字寺元（現岐阜県高山市国府町宇津江）。